# Федерация профсоюзов Гонконга
Гонконгская федерация профсоюзов (ГКФПС; иер. трад. 香港工會聯合會, упр. 香港工会联合会, ютпхин: Hoeng¹gong² Gung¹wui² Lyun⁴hap⁶wui², йель: Hēunggóng Gūngwuih Lyùhnhahpwuih, кант.-рус.: Хёнкон Кунвуй Люньхапвуй, пиньинь: Xiānggǎng Gōnghuì Liánhéhu, палл.: Сянган Гунхуэй Ляньхэху, англ. Hong Kong Federation of Trade Unions (FTU)) — про-пекинская рабочая и политическая группа, основанная в 1948 году в Гонконге. Это старейшая и крупнейшая рабочая группа в Гонконге, насчитывающая более 420 000 членов в 253 членских и ассоциированных профсоюзах. Возглавляемая Нг Чау-пеем и председателем Кингсли Вонгом, она в настоящее время имеет четыре места в Законодательном совете и пять мест в районных советах.
ГКФПС долгое время считалась сателлитной организацией Китайской коммунистической партии (КПК), правящей партии КНР. Она сыграла ведущую роль в беспорядках 1967 года против британского правления в Гонконге, которые были подавлены колониальным правительством. В 1980-х годах ГКФПС, наряду с консервативной бизнес-элитой, возглавила усилия против ускорения демократизации в преддверии восстановления суверенитета Китая над Гонконгом в 1997 году.
Профсоюзные активисты ГКФПС были среди основателей Демократического альянса за улучшение Гонконга в 1992 году, который сегодня стал ведущей про-пекинской партией. В начале 2010-х годов ГКФПС начала активно участвовать в выборах под своим собственным знаменем с более просемейной и прорабочей платформой, далекой от взглядов DAB, ориентированных на средний класс и профессионалов, чтобы расширить про-пекинский электорат.